# Saint-Pierre-Toirac
Saint-Pierre-Toirac település Franciaországban, Lot megyében. Lakosainak száma 164 fő (2022. január 1.). Saint-Pierre-Toirac Balaguier-d’Olt, Béduer, Carayac, Faycelles, Frontenac és Larroque-Toirac községekkel határos.

## Népesség
A település népessége az elmúlt években az alábbi módon változott:
| Lakosok száma | 171  | 155  | 145  | 138  | 142  | 144  | 153  | 159  | 159  | 164  |
|               | 1968 | 1982 | 1990 | 2006 | 2013 | 2015 | 2017 | 2019 | 2020 | 2022 |